# Brechhorn

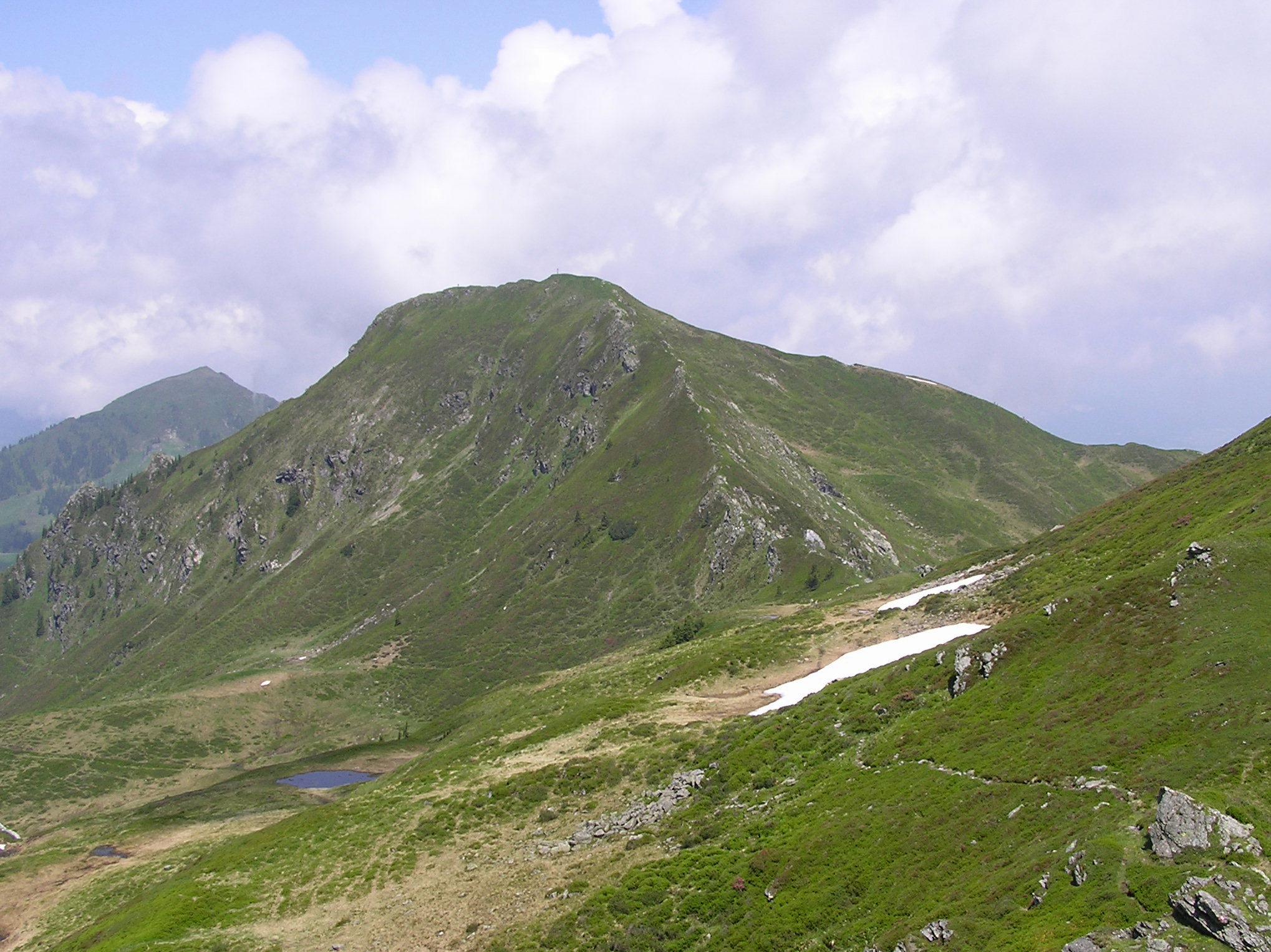
Aanzicht vanaf het zuiden.

De Brechhorn is een 2032 meter hoge berg in de deelstaat Tirol. De berg ligt in de Kitzbüheler Alpen. Men kan de berg via gemarkeerde paden beklimmen vanuit Aschau im Zillertal en Westendorf. Op de top staat een houten gipfelkreuz en ligt een gipfelbuch.